# Stanley & Iris
Stanley & Iris is een film uit 1990 van regisseur Martin Ritt. De hoofdrollen worden vertolkt door Robert De Niro en Jane Fonda. De film is gebaseerd op het boek Union Street van schrijver Pat Barker.

## Verhaal
Iris Estelle King is een hardwerkende moeder die in een grote commerciële bakkerij werkt. Haar man is pas gestorven, maar veel tijd om te rouwen heeft ze niet. Ze woont samen met haar twee kinderen Richard en Kelly, haar werkloze zus Sharon en haar schoonbroer Joe.
Een van de weinige lichtpuntjes in haar leven is Stanley Everett Cox. Hij helpt haar wanneer een boefje haar handtas steelt. Stanley werkt in de cafetaria van de bakkerij waar ook Iris werkt. Stanley houdt van het platteland, terwijl Iris een echte vrouw van de stad is.
Stanley, die met z'n vader samenwoont, kan echter niet schrijven of autorijden. Wanneer ze dit aan haar baas vertelt, wordt Stanley ontslagen omdat ze hem hierdoor niet langer vertrouwen. Hij legt haar later uit hoe moeilijk het is om een analfabeet te zijn. Bovendien komen er ook nog andere problemen aan de orde. Zo wordt hij uit zijn woning gezet en moet hij zijn vader nu onderbrengen in een rusthuis.
Zijn vader sterft in het rusthuis en Stanley voelt zich heel schuldig. Hij vindt het erg dat hij niet genoeg geld kon verdienden om zijn vader te helpen. Hij woont nu zelf in een garage.
Maar ook bij Iris zijn er problemen. Haar tienerdochter Kelly blijkt zwanger te zijn. Ondertussen vraagt Stanley haar om hem te helpen. Met vallen en opstaan raakt hij van zijn analfabetisme af. Iris en Stanley groeien steeds dichter naar elkaar toe, maar Iris zit nog steeds met de dood van haar man.

## Rolverdeling
| Acteur               | Personage           |
| -------------------- | ------------------- |
| Jane Fonda           | Iris Estelle King   |
| Robert De Niro       | Stanley Everett Cox |
| Feodor Chaliapin Jr. | Leonides Cox        |
| Martha Plimpton      | Kelly King          |
| Swoosie Kurtz        | Sharon              |
| Jamey Sheridan       | Joe Fuller          |
| Loretta Devine       | Bertha              |

## Filmmuziek
De muziek van de film werd gecomponeerd door John Williams.
1. "Stanley & Iris" - 3:24
2. "Reading Lessons" - 2:26
3. "The Bicycle" - 3:07
4. "Factory Work" - 1:23
5. "Finding a Family" - 1:41
6. "Stanley at Work" - 1:31
7. "Looking After Papa" - 3:10
8. "Stanley's Invention" - 1:17
9. "Night Visit" - 1:58
10. "Letters" - 3:25
11. "Putting It All Together" - 1:46
12. "End Credits" - 3:03

## Trivia
- Dit was de laatste film van regisseur Martin Ritt, die op 8 december 1990 overleed.
- Tijdens de opnames kwamen er enkele Vietnam-veteranen Jane Fonda storen omdat zij in het verleden tegen de oorlog betoogd had.
- Dit was de laatste film van Jane Fonda alvorens ze met pensioen ging. Vijftien jaar later begon ze dan toch terug met acteren.